# ウーガム・ブーガム・ソング
「ウーガム・ブーガム・ソング」（The Oogum Boogum Song）は、ブレントン・ウッドが1967年に発表した楽曲。ウッドは本名のアルフレッド・スミス名義で本作品を書いた。

## 概要
ブレントン・ウッドはサム・クックやジェシ・ベルヴィンの影響を受け、ソングライティングにも力を入れていた。ところがいくつかのレーベルから出したシングルはいずれもヒットせず、1967年にダブル・ショット・レコードと契約した。
シングル用に最初に選んだ曲は自作のノベルティソング「ウーガム・ブーガム・ソング」であった。1967年3月に発売。同年6月22日付のビルボード・Hot 100で34位を記録した。R&Bチャートで19位を記録した。
ロックパイルが1980年に発表した「When I Write the Book」（ニック・ロウ作詞作曲）は本作品にインスパイアされた楽曲である。
『あの頃ペニー・レインと』（2000年）、『デビルズ・バースデイ』（2014年）、『Love, サイモン 17歳の告白』（2018年）などの映画で使用された。